# Abchazské knížectví
Abchazské knížectví (gruzínsky აფხაზეთის სამთავრო, apkhazetis samtavro) byla během 15. a 16. století samostatná feudální jednotka. Autonomii získalo od Osmanské říše a Ruského impéria, ale nakonec roku 1864 bylo včleněno právě do Ruského impéria.

## Historie
Od 12. století byla Abcházie pod vládou rodu Šervašidzeů. Během 14. století postavili janované na pobřeží Abcházie obchodní stanice, které ale fungovaly jen krátkou dobu. Když roku 1450 bylo Gruzínské království zapleteno do hořké občanské války, Šervašidzeové se připojili ke vzpouře proti gruzínskému králi Giorgiovi VIII., který byl poražen rebely u Čikhori a Gruzie se rozdělila do tří soupeřících království a pěti knížectví. Abchazská knížata byla vazaly Mingrelského knížectví které bylo pod vládou rodu Dadianiů, kteří byli podřízeni Imeretskému království.
Roku 1490 byla Gruzie rozdělena smlouvou do tří subjektů: Kartlijské království, Imeretské království a Kachetijské království, jehož částí bylo i Abchazské knížectví.
V 16. století se Abcházie dostala od vliv Osmanské říše a islámu. V druhé polovině 18. století rod Šervašidzejů přijal místo křesťanství islám.
Během 16.–18. stoletím se Abcházie dostávala do neustálých hraničních konfliktů s Mingrelským knížectvím.
Keleš Ahmed-Bej Šervašidze byl první knížetem který přijal islám. Dne 2. května 1808 byl spáchán atentát na knížete Keleše jeho synem Aslan-Bejem. Dne 2. července 1810 ruská námořní pěchota zaútočila na Suhum-Kale a Aslan-Bej byl nahrazen svým bratrem Seferem Ali-Bejem, který konvertoval na křesťanství a přijal jméno Jiří a Abcházie se stala součástí Ruského impéria jako autonomní knížectví.
Během Krymské války musely ruské síly evakuovat Abcházii a kníže Michael Šervašidze se obrátil na Osmany. Později ruská moc opět zesílila a roku 1864 byl západní Kavkaz zcela podroben Rusku. Autonomie byla Abcházii odňata a kníže Michael byl nucen se vzdát svých práv a přesídlit do Voroněže a z knížectví se stala speciální vojenská provincie Suhum-Kale která se roku 1883 stala částí Kutaisijské gubernie.

## Symbolika

vlajka:
kolem roku 1578
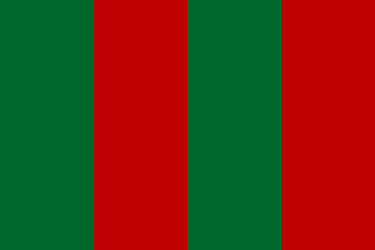
1808–1810
1770–1866 (abchazské povstání)